# 乾寧軍
乾宁军，中国宋朝的军。
唐昭宗乾宁年间，设置乾宁军，以年号为名，治所在永安县（今河北省青县，宋朝为乾宁县）。后晋时，契丹占领燕云十六州，改乾宁军为宁州，后周显德年间，周世宗收复，仍为乾宁军。包括今河北省青县、天津市静海县等地。宋仁宗庆历八年（1048年），黄河决口在澶州，从乾宁军夺御河入海。宋徽宗大观二年（1108年），乾宁军改为清州。